# Parafia św. Jana Chrzciciela w Sierakowicach
Parafia św. Jana Chrzciciela w Sierakowicach – rzymskokatolicka parafia w Sierakowicach. Należy do dekanatu sierakowickiego znajdującego się w diecezji pelplińskiej. Erygowana w 1983 roku.
Parafia obchodzi również odpust Najświętszej Maryi Panny Królowej Polski. Jej proboszczem jest ks. Marek Wera.

## Obszar parafii
Na obszarze parafii leżą ulice Sierakowic: Gryfa Pomorskiego, Hallera, Kartuska, Kaszubska, Kopernika, Kościerska, Ogrodowa, Orła Białego, Piwna, Piłsudskiego, Podgórna, Polna, Sambora, Wiejska, Wichrowe Wzgórze.
Na obszarze parafii leżą również wsie: Bącka Huta, Dąbrowa Puzdrowska, Janowo, Jelonko, Mojusz, Mojuszewska Huta, Mrozy, Patoki, Piekiełko, Sierakowska Huta, Sosnowa Huta, Stara Maszyna, Szklana, Szopa, Welk, Wygoda Sierakowska.